# Bilbao-Effekt

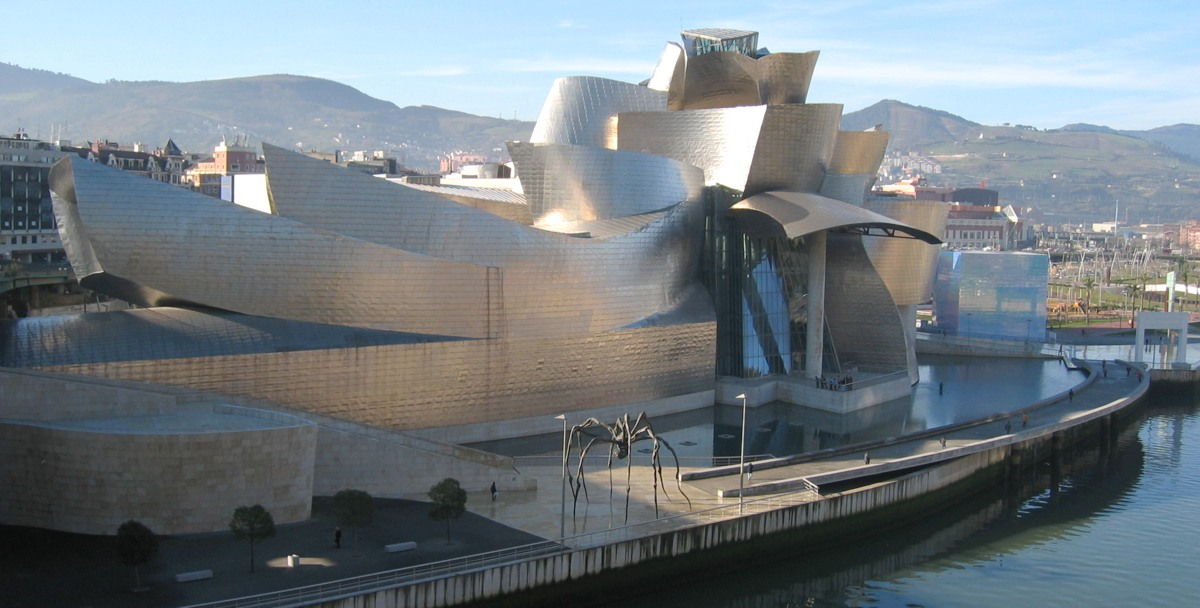
Das Guggenheim-Museum in Bilbao mit der Ria des Nervión in der Innenstadt Bilbaos

Der Begriff Bilbao-Effekt oder Guggenheim-Effekt bezeichnet die gezielte Aufwertung von Orten durch spektakuläre Bauten von Architekten und geht auf die Entwicklung der nordspanischen Stadt Bilbao im Zusammenhang mit dem 1997 fertiggestellten Guggenheim-Museum des US-amerikanischen Architekten Frank O. Gehry zurück.
Auslöser war die Entscheidung der in New York ansässigen Guggenheim-Stiftung im Jahr 1981, die Europa-Filiale ihres Museums in der heruntergekommenen Industriestadt zu eröffnen, um Bilbao kulturell zu beleben. Joseba Arregui, von 1987 bis 1995 Kulturminister des Baskenlandes, erinnert sich: "Ich wusste sofort, dass das Guggenheim den gordischen Knoten zerschlagen würde".
Vom Bilbao-Effekt sprach der Journalist, Fotograf und Theologe Nicolas van Ryk in einer Veröffentlichung der Tageszeitung „Welt“ anlässlich des zehnjährigen Jubiläums des Guggenheim-Museums in Bilbao. Er beschrieb den Effekt, der die Stadt vor der Bedeutungslosigkeit bewahrt habe: „Bilbao hat sich zu einem sehenswerten Wirtschaftszentrum mit künstlerischen Ambitionen gemausert.“ Im Jahr der Eröffnung des Museums war die Stadt Bilbao dagegen noch als „verwesende Industrieleiche […] im Schwefelhauch […] weitab von den großen Entwicklungspolen [der EU]“ bezeichnet worden.
Im Zusammenhang mit der Fußballweltmeisterschaft benutzte Wolfgang Maennig diesen Begriff im Jahre 2010: Er sagte, dass er in Südafrika keine Aussicht auf einen „Bilbao-Effekt“ infolge der Modernisierungen im Ausrichterland sehe, da dafür am Kap die vier Prämissen nicht erfüllt seien, nämlich:
- zentrale Lage
- in der Umgebung von Gewässern
- mit innovativer, oft aber auch wenig funktionaler (oder gar unpraktischer) Architektur,
- die zugleich provokativ und spektakulär wirkt.